# Крейгслист
„Крейгслист“ (на английски: craigslist) е централизирана мрежа от онлайн общества за създаване на обяви. Основана е през 1995 г. за Района на Санфранцисканския залив.
Към Юни 2024 г. ,,Крейгслист'' вече има за много различни градове и държави на повечето континенти, включително и България, макар и да не е често използвана платформа.
Офисът на ,,Крейгслист'' се намира в Сан Франциско, Калифорния.

## Политики за съдържание

### Дело срещу т.н. ,,смесени сайтове''
От 2012 г. сайтове като padmapper.com или housemaps.com смесват данни от Craigslist с Google Maps и добавят свои собствени филтри за търсене, за да подобрят използваемостта. От юни 2012 г. Craigslist промени условията си за обслужване, за да забрани тази практика.
През юли 2012 г. Craigslist заведе дело срещу padmapper.com. След спирането на Padmapper.com, някои потребители се оплакваха, че услугата е била полезна за тях и следователно е трябвало да остане непокътната.

### Мобилно приложение
От декември, 2019 г., Craigslist предлага мобилно приложение за iOS и Android.

## Критики
През юли 2005 г. ,,San Francisco Chronicle'' критикува Craigslist за разрешаване на реклами от развъдчици на кучета, заявявайки, че това може да насърчи прекомерното размножаване и безотговорната продажба на питбули в района на залива. Съгласно условията на услугата на Craigslist, продажбата на домашни любимци е забранена, въпреки че повторното настаняване с малки такси за осиновяване е приемливо.

## Фондация с нестопанска цел
През 2001 г. компанията стартира фондация Craigslist, организация с нестопанска цел, която предлагаше безплатни и евтини събития и онлайн ресурси за насърчаване на изграждането на общност на всички нива.
През 2012 г. фондация Craigslist затвори, като благотворителната дейност се премести в подкрепа на благотворителни фондове.